# Arie Heederik
Arie Didericus Heederik (Delft, 21 augustus 1862 - Rotterdam, 1 september 1937) was een Nederlands architect, ingenieur en docent aan de Academie van Beeldende Kunsten en Technische Wetenschappen.

## Leven en werk
Heederik, zoon van Pieter Heederik en Petronella Elisabeth Henneveld, trouwde met Maartje Odé (1862-1909) (zus van Arend Odé) en later met Henriëtte Johanna de Wolff (1875-1969). 
Heederik ontwierp onder meer de watertorens van Brielle en Hazerswoude-Rijndijk. Hij was mede-oprichter van advies- en ingenieursbureau DHV, een internationaal opererend advies- en ingenieursbureau dat diensten verleent in de markten bouw en industrie, mobiliteit, luchthavens, ruimtelijke inrichting en milieu, en water. 
Op nieuwjaarsdag 1917 werd "de Vereenigde Ingenieursbureaus voor Bouw- en Waterbouwkunde te Rotterdam" opgericht; een fusie tussen het bureau van Heederik in Rotterdam en dat van de ingenieurs Dwars, Groothoff en Verhey in Den Haag. In de daarop volgende jaren ontwikkelde de Vereenigde Ingenieursbureaus zich onder verschillende benamingen. De letters DHV, afkomstig van de namen Dwars, Heederik en Verhey (Groothoff verliet juli 1917 de maatschap), zouden steeds herkenbaar blijven. DHV bleef tot de fusie met Royal Haskoning in 2012  de eigennaam van het bureau.

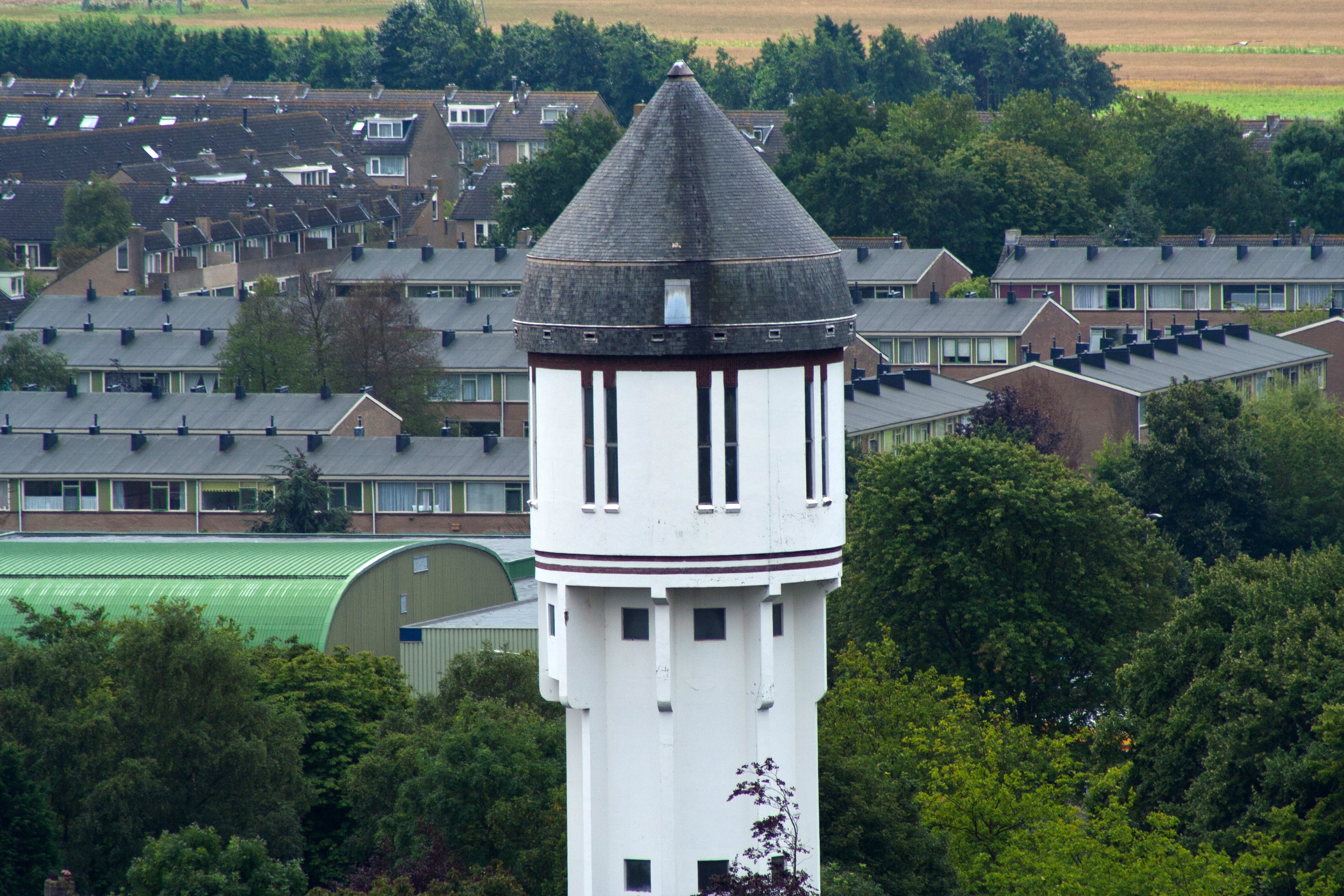
Watertoren Brielle
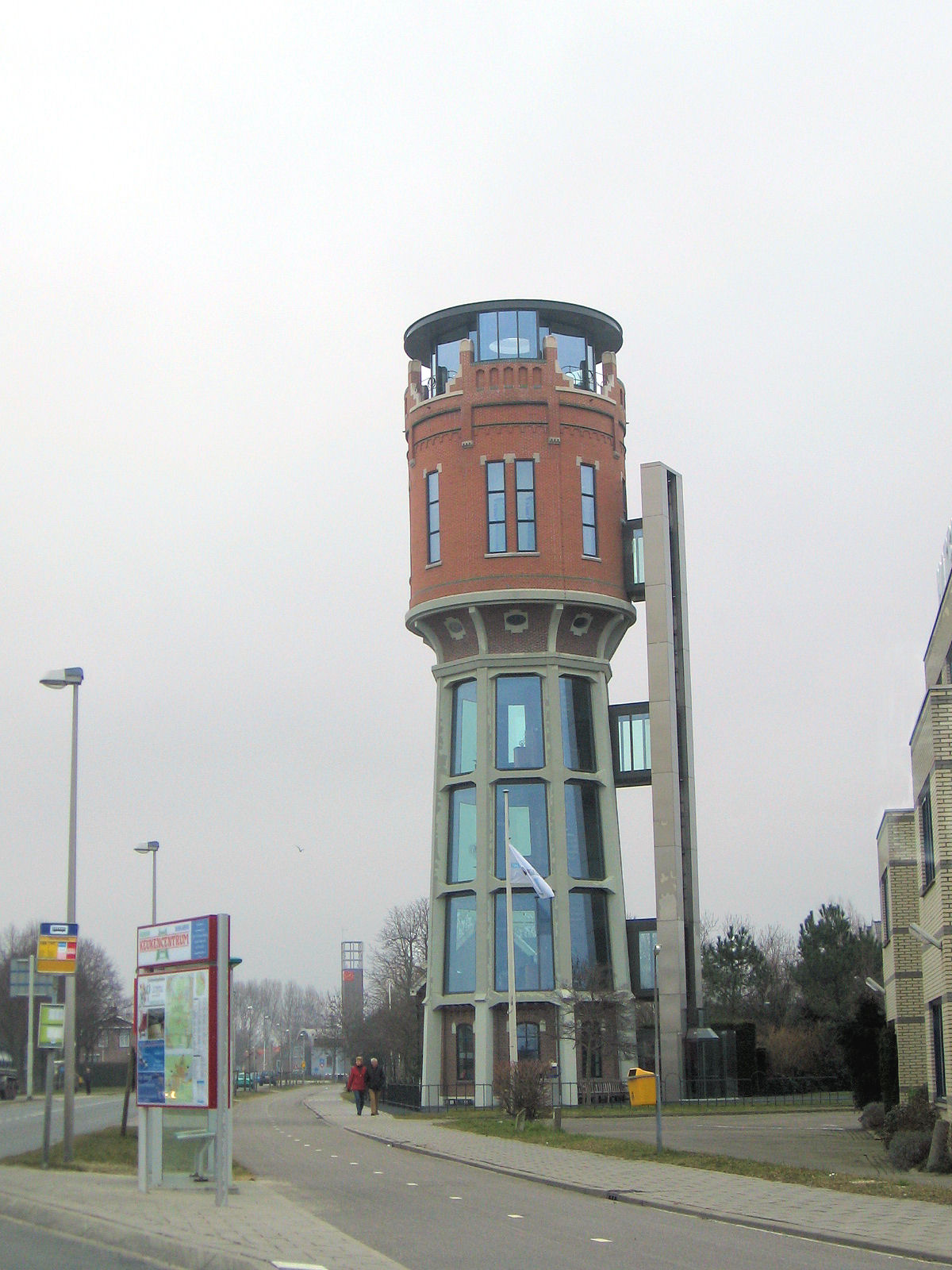
Watertoren Hazerswoude
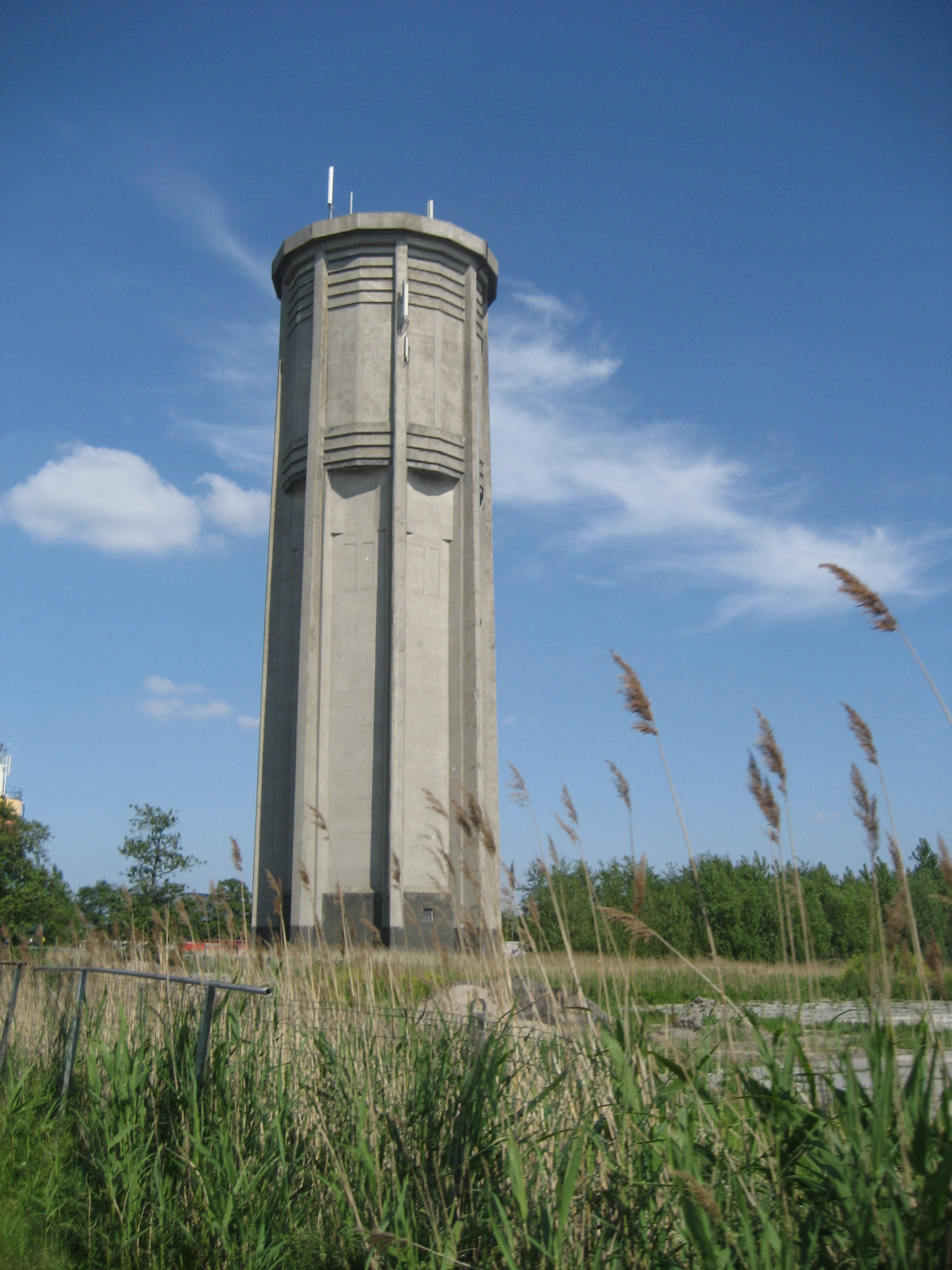
Watertoren Hillegom